# Wydział Zagraniczny Wszechrosyjskiej Komisji Nadzwyczajnej przy Ludowym Komisariacie Spraw Wewnętrznych RFSRR
Uzasadnienie: duplikat, sekcja artykułu
Wydział Zagraniczny Wszechrosyjskiej Komisji Nadzwyczajnej przy Ludowym Komisariacie Spraw Wewnętrznych Rosyjskiej Federacyjnej Socjalistycznej Republiki Radzieckiej (ros.) Иностранный отдел (ИНО) Всероссийской чрезвычайной Комиссии (ВЧК) при Совете Народных Комиссаров (СНК) РСФСР – działająca od 20 grudnia 1920 do 6 lutego 1922 struktura wywiadowcza Rosji radzieckiej, zajmująca się wywiadem zagranicznym.

## Historia
7/20 grudnia 1917 Rada Komisarzy Ludowych powołała Wszechrosyjską Komisję Nadzwyczajną do Walki z Kontrrewolucją i Sabotażem (Всероссийская Чрезвычайная Комиссия при Совете Народных Комиссаров по борьбе с контрреволюцией и саботажем), w ramach której działał Wydział Specjalny. Zajmował się on m.in. agenturalnym rozpoznaniem dla potrzeb kontrwywiadu, w tym za granicą, poprzez zorganizowany w jego ramach Wydział Zagraniczny. Po reorganizacji służb 20 grudnia 1920 rozkazem nr 169 przewodniczącego Komisji Nadzwyczajnej Feliksa Dzierżyńskiego na bazie tego wydziału został powołany Wydział Zagraniczny WCzK, koordynujący swoją działalność z Ludowymi Komisariatami Spraw Zagranicznych i Handlu Zagranicznego, jak również z biurem Kominternu.
Pierwszym pełniącym obowiązki kierownika nowo powstałego wydziału został dotychczasowy kierownik wydziału krajów nadbałtyckich w Ludowym Komisariacie Spraw Zagranicznych Jakow Dawtian, w celach konspiracji posługujący się na nowym stanowisku nazwiskiem Dawydow. Od 20 stycznia 1921 wydziałem kierował Ruben Katanian, 10 kwietnia 1921 ponownie pełnił obowiązki Dawtian. Od 6 sierpnia 1921 do 13 marca 1922 kierownikiem był Solomon Mogilewski, następnie Michaił Trilisser.
Rozkazem Zarządu Administracyjno-Organizacyjnego WKN Nr 9 z 14 stycznia 1921 został sformowany Tajny Zarząd Operacyjny (Секретно — оперативное управление (СОУ)), na czele z Wiaczesławem Mienżynskim, stojącym jednocześnie na czele Wydziału Specjalnego. Zarząd obejmował Wydział Operacyjny, Wydział Specjalny i Wydział Tajny. Po roku Zarząd obejmował 5 Wydziałów: Tajny, Specjalny, Operacyjny, Informacyjny i Zagraniczny.
Powołanie GPU spowodowało przeniesienie Wydziału Zagranicznego do tej instytucji, co nastąpiło 6 lutego 1922.

## Funkcje, zadania, główni przeciwnicy

### Funkcje
Funkcjami Wydziału było:
- organizacja i kierowanie rezydenturami wywiadowczymi za granicą;
- prowadzenie pracy agenturalnej wśród obcokrajowców na własnym terytorium;
- zabezpieczenie trybu paszportowo-wizowego.

### Zadania
Zadaniami Wydziału było:
- uzyskanie informacji o wywrotowej działalności białogwardyjskich organizacji kontrrewolucyjnych za granicą oraz o ich agentach wysyłanych do Rosji;
- pozyskiwanie tajnej dokumentacji, posiadającej kluczowe znaczenie dla zapewnienia bezpieczeństwa państwa.

### Główni przeciwnicy
Za głównych przeciwników wywiad zagraniczny w tym czasie uważał:
- białogwardyjskie organizacje emigracyjne, w tym:
  - Rosyjski Związek Ogólnowojskowy;
  - Narodowy Związek Pracujących;
  - organizacje Borisa Sawinkowa.

## Struktura
30 grudnia 1920:
- Kierownictwo Wydziału:
  - Szef Wydziału Zagranicznego;
  - dwóch Zastępców Szefa:
  - Specjalny Pełnomocnik do Zadań Specjalnych;
  - Konsultant Prawny;
  - dwóch Członków Wydziału;
  - Młodszy Członek Wydziału do Zadań.
- Kancelaria Wydziału:
  - Szef Kancelarii;
  - Zastępca Szefa Kancelarii;
  - dwóch Starszych Urzędników Kancelarii;
  - trzech Młodszych Urzędników Kancelarii;
  - dwóch tłumaczy i trzy maszynistki.
- Oddział Agenturalny (агентурное отделение):
  - Szef Oddziału Agenturalnego;
  - Zastępca Szefa Oddziału;
  - dwóch Pełnomocników;
  - dwóch członków do zadań
  - szyfrant i maszynistka.
- Oddział Zagraniczny:
  - Pełnomocnik;
  - Sekretarz Oddziału;
  - maszynistka.
- Biuro Wiz (11 pracowników).